# Kamieniec (szczyt)
Kamieniec (454 m n.p.m.) – szczyt na Pogórzu Strzyżowskim, na południe od Dębicy. Na wierzchołku wznosi się widoczny z daleka przekaźnik telewizyjny. Na zachodnim ramieniu góry położona jest wieś Głobikowa, w której znajduje się schronisko młodzieżowe "Rozdzielnia Wiatrów" oraz wieża widokowa.
Szlaki znakowane:
- Szlak turystyczny pieszy: Dębica – Łysa Góra (376 m) – Okop (388 m) – Kamieniec – Grudna Górna – Klonowa Góra (488 m) – Bardo (534 m) – Wiśniowa – Jazowa – Czarnówka (491 m) – Rzepnik – Królewska Góra (554 m) – Odrzykoń

- Szlak rowerowy „Śladami słońca i śniegu”: Latoszyn – Połomia – Głobikowa – Kamieniec – Stasiówka – Zawada. Długość szlaku 32 km.